# 윤희에게
《윤희에게》는 2019년 11월에 개봉한 대한민국의 영화이다. 《메리 크리스마스 미스터 모》에 이은 임대형 감독의 두 번째 장편영화 연출작으로, 주인공으로 윤희 역 김희애와 새봄 역 김소혜가 나온다. 제24회 부산국제영화제 폐막작이다. 관객은 약 120000명이다.

## 줄거리
겨울에 따뜻한 어머니(김희애)과 그녀의 딸(김소혜)과 함께 살고 있다. 고등학생인 딸은 우연히 평범한 일상을 살아가던 어머니에게 보낸 편지를 읽고 어머니가 평생 숨겨왔던 비밀을 알게 된다. 비록 너무 늦었지만, 딸은 지금 어머니의 마음을 위로하고 싶어한다. 그리하여 모녀의 아름다운 여정이 시작된다. 하얀 눈이 내린 조용한 마을 오타루에서는 모녀가 화해의 길을 걷으며 신나는 추억을 쌓는다. 어머니는 이루지 못한 과거의 사랑을, 딸은 새로운 사랑을 그 자리에 누워 있다. 그리고 그들을 맞이하는 사람이 있다. 아버지를 여의고 고모와 함께 살고 있는 저 애절한 '누군가'는 모녀의 삶에 활력을 불어넣을 비밀 캐릭터다.

## 캐스팅
- 김희애 : 윤희 역
- 나카무라 유코 : 준 역
- 김소혜 : 새봄 역
- 성유빈 : 경수 역
- 키노 하나 : 마사코 역
- 타키우치 쿠미 : 료코 역
- 야쿠마루 쇼 : 류스케 역
- 김학선 : 용호 역
- 한송희 : 영양사 역
- 윤태희 : 은영 역
- 이와야 켄지 : 바텐더 역
- 정은경 : 조리사 역
- 모리시타 소 : 취객 역
- 타츠야마 타카시 : 스님 역
- 우에다 메구미 : 류스케 어머니 역
- 후시미 우메코 : 마사코 카페손님 역
- 미요시 가츠에 : 게스트 하우스 주인 역
- 코이치 : 하루오 역
- 사사키 타다야스 : 조문객 1 역
- 정태오 : 조문객 2 역
- 이원자 : 윤희의 동료 1 역
- 정수언 : 윤희의 동료 2 역
- 안종숙 : 버스정류장 주민 역
- 한정수 : 통근차량 운전자 역
- 이충재 : 아파트 행인 역
- 박종혁 : 용달기사 역
- 오진주 : 쥰 어린시절 / 새봄의 친구 1 역
- 박지수 : 새봄의 친구 2 역
- 류명한 : 경찰 1 역
- 박미란 : 경찰 2 역
- 유재명 : 인호 역 - 윤희의 전 남편이자, 새봄의 아빠

## 공개
2019년 부산국제영화제 폐막작으로 처음 공개되었다. 이후 2019년 11월 14일, 대한민국 317개 스크린에서 개봉하였다.

## 수상
| 연도 | 시상식                      | 부문           | 수상자 및 후보 | 결과 |
| ---- | --------------------------- | -------------- | -------------- | ---- |
| 2020 | 제25회 춘사영화제           | 최우수감독상   | 임대형         | 후보 |
| 2020 | 제25회 춘사영화제           | 각본상         | 임대형         | 후보 |
| 2020 | 제25회 춘사영화제           | 여우주연상     | 김희애         | 후보 |
| 2020 | 제25회 춘사영화제           | 신인여우상     | 김소혜         | 후보 |
| 2020 | 제29회 부일영화상           | 최우수작품상   | 《윤희에게》   | 후보 |
| 2020 | 제29회 부일영화상           | 최우수감독상   | 임대형         | 후보 |
| 2020 | 제29회 부일영화상           | 여우주연상     | 김희애         | 후보 |
| 2020 | 제29회 부일영화상           | 신인여자연기상 | 김소혜         | 후보 |
| 2020 | 제40회 한국영화평론가협회상 | 감독상         | 임대형         | 수상 |
| 2020 | 제40회 한국영화평론가협회상 | 각본상         | 임대형         | 수상 |
| 2020 | 제40회 한국영화평론가협회상 | 음악상         | 김해원         | 수상 |
| 2020 | 제40회 한국영화평론가협회상 | 영평 10선      | 《윤희에게》   | 수상 |
| 2021 | 제41회 청룡영화상           | 최우수작품상   | 《윤희에게》   | 후보 |
| 2021 | 제41회 청룡영화상           | 감독상         | 임대형         | 수상 |
| 2021 | 제41회 청룡영화상           | 여우주연상     | 김희애         | 후보 |
| 2021 | 제41회 청룡영화상           | 각본상         | 임대형         | 수상 |
| 2021 | 제41회 청룡영화상           | 신인여우상     | 김소혜         | 후보 |
| 2021 | 제41회 청룡영화상           | 음악상         | 김해원         | 후보 |
| 2021 | 제41회 청룡영화상           | 편집상         | 박세영         | 후보 |

## 같이 보기
- 2019년 대한민국의 영화 목록